# Willy Pieper
Willy Pieper (ur. 9 lipca 1911 w Zurychu, zm. 27 kwietnia 1990) – szwajcarski żeglarz, olimpijczyk.
W regatach rozegranych podczas Letnich Igrzysk Olimpijskich 1936 wystąpił w klasie O-Jolle zajmując 8 pozycję.
Szesnaście lat później w klasie Finn zajął zaś 13 lokatę.